# Giuseppe D'Ambrosio
Giuseppe D'Ambrosio (Andria, 29 aprile 1978) è un politico italiano.

## Biografia
Diplomato al Liceo Scientifico "R.Nuzzi" di Andria, in seguito consegue la laurea in fisioterapia presso l'Università "Aldo Moro" di Bari.
Dal 2006 lavora presso l'Istituto Quarto di Palo di Andria. Qui è addetto all' assistenza domiciliare ai disabili.

### Attività politica
Nel 2010 si candida a sindaco di Andria per il Movimento 5 Stelle, ma ottiene solo il 2,3%.
Alle elezioni politiche del 2013 viene eletto deputato della XVII legislatura della Repubblica Italiana nella circoscrizione XXI Puglia per il Movimento 5 Stelle.
Il 6 giugno 2013 è stato eletto presidente della giunta per le elezioni della Camera dei Deputati.
Dal 9 giugno 2013 è anche componente della commissione permanente "Affari costituzionale".
Si ricandida alle elezioni politiche del 2018 nel collegio di Andria, dove ottiene il 48,99% dei voti, venendo rieletto alla Camera.
Il 13 febbraio 2021 lascia il Movimento 5 stelle.